# 贫穷修女会

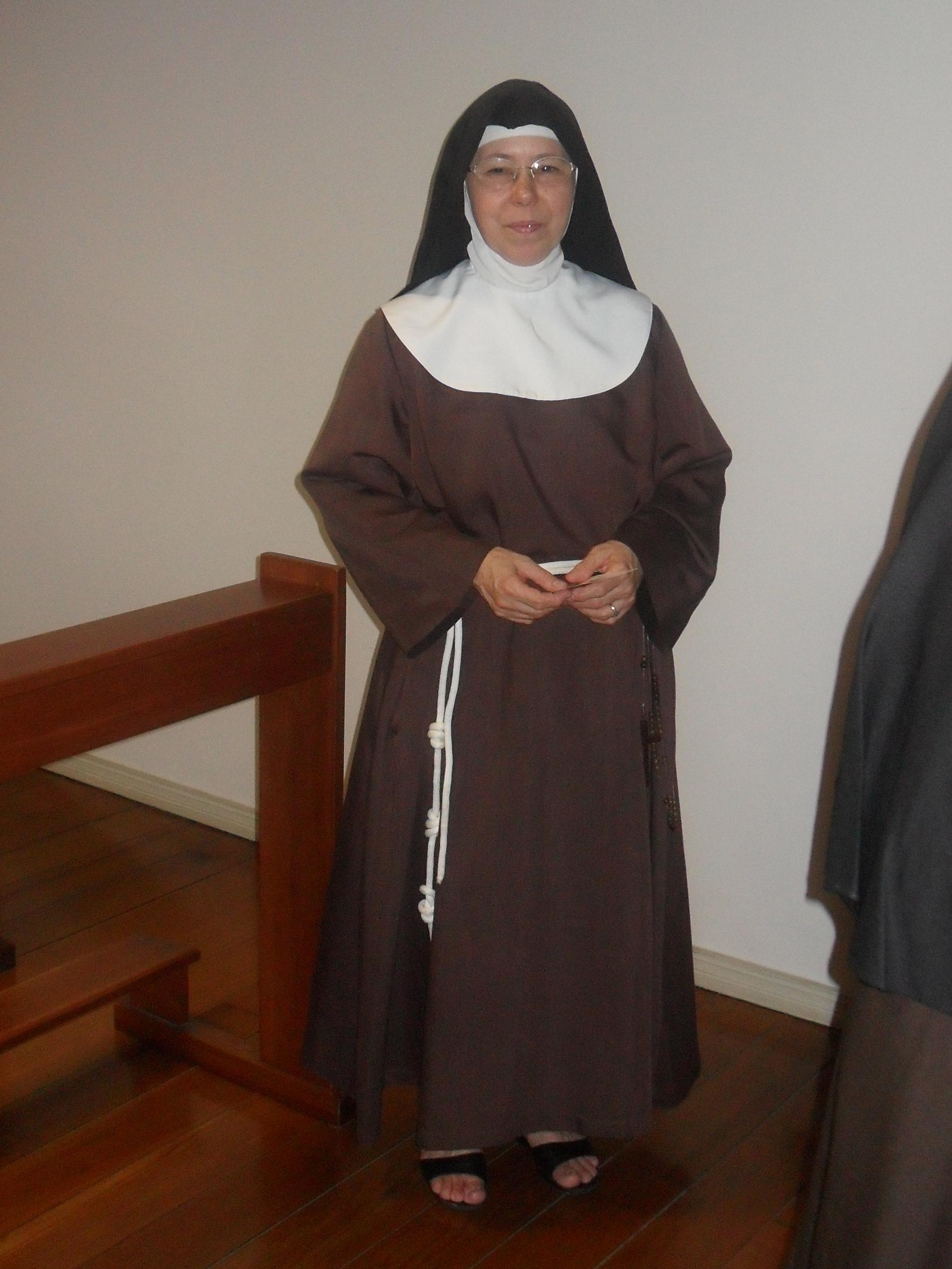

贫穷修女会（拉丁文：ordo sanctae Clarae），又名嘉勒修女会，是天主教的一个女性修会，是方济各会的第二会，由修女阿西西的圣嘉勒和圣方济各创立于1212年的棕枝主日，成立时间在方济各会的第二会之后，第三会之前。2004年，在全世界76个国家共有超过20,000名贫穷修女会的修女。